# 西原貫治
西原 貫治（にしはら かんじ、1890年（明治23年）11月30日 - 1975年（昭和50年）9月11日）は、日本の陸軍軍人。最終階級は陸軍中将。

## 経歴
広島県で生まれる。陸軍憲兵大尉・西原貫洞の二男として生まれる。広島陸軍地方幼年学校、中央幼年学校を経て、1911年（明治44年）5月、陸軍士官学校（23期）を卒業。同年12月、歩兵少尉に任官し歩兵第11連隊付となる。1921年（大正10年）11月、陸軍大学校（33期）を卒業し、歩兵第11連隊中隊長に就任。
1922年（大正11年）12月、陸軍省軍務局付勤務となり、軍務局課員、フランス駐在、軍務局課員、陸軍技術本部付、軍務局課員（徴募課）、朝鮮軍参謀、陸軍歩兵学校教官などを経て、1934年（昭和9年）12月、歩兵大佐に昇進した。
1935年（昭和10年）3月、陸軍習志野学校幹事に就任。歩兵第31連隊長、第8師団参謀長などを歴任し、1938年（昭和13年）7月、陸軍少将に進級し、再び習志野学校幹事となる。同校校長を経て、1941年（昭和16年）3月、陸軍中将に進み第23師団長に親補され満州に駐屯し太平洋戦争を迎えた。
1942年（昭和17年）11月、化兵監となり、教育総監部本部長事務取扱、第4軍司令官を経て、第57軍司令官として鹿児島県財部で本土決戦に備えていたが、その地で終戦を迎えた。1945年（昭和20年）10月、西部軍管区司令官となり、翌月、予備役に編入され、同年12月から翌年3月にかけて西部復員監を務めた。
1948年（昭和23年）1月31日、公職追放仮指定を受けた。

## 栄典
勲章
- 1940年（昭和15年）8月15日 - 紀元二千六百年祝典記念章[2]
- 1941年（昭和16年）4月11日 - 勲二等瑞宝章[3]

## 親族
- 兄 西原貫一（陸軍中佐）
- 弟 西原一策（陸軍中将）
- 義弟 松本標（陸軍少将）